# Gianmaria Testa
Gianmaria Testa (1958-2016) era un cantautor piemontés en italià, assai popular a França, Itàlia, Alemanya o l'Amèrica del Nord.
| «                 | Pens en piemontés, molt més que abans. Sols sé comptar en piemontés. A part d'una cançó dels inicis, «La ca sla colin-a» (la casa sobre el turó), he deixat d'usar-lo perque per una llarga temporada los dialectes del nord eren esdevinguts una altra cosa. | » |
| — Gianmaria Testa | |   |

## Trajectòria
Naixut en una família de campanyols en la qual només se parlava piemontés, Gianmaria Testa començà la sua carrera artística quan encara era el cap de l'estació de ferrocarril de Cuneo, un empleo que va mantendre fins a 2007, i programava los concerts quan los sous companys no feien vacances. Després de formar part de qualqui grups de rock, Testa obtengué lo primer premi del Festival de Cançó de Recanati de 1993, on un any pus tard coneixeriva la productora francesa Nicole Courtois, la qual produiriva lo sou primer disc, Montgolfières (1995). Lego d'un concert a l'Olympia (París), el diari Le Monde li dedicà mig full ple d'elogis.
Xu Gianmaria Testa actuà per primera vegada a Catalunya en 1999 en lo Festival de Teatre de Sitges, acompanyat per Paco Ibáñez; en 2004 actuà en L'Espai i en 2006 i 2010 en Luz de Gas, dins la programació del festival Barnasants: en aqueixa ocasió feu lo repertori de Solo dal vivo amb «Biancaluna», «Gli amanti di Roma» (los amants de Roma) o «Come al cielo gli aeroplani» (com al cel los avions) a més d'«Hotel Supramonte» de Fabrizio De André i «Miniera». El 2011 feu lo darrer concert a Espanya en la catedral de Cartagena, dins del festival Mar de Músicas, retransmés per la Radio 3: acompanyat de Piero Ponzo i Nicola Negrini, com a bis feu «Tus ojos me recuerdan» d'Antonio Machado, musicada per xu Ibáñez.
Més avant, també es dedicà al teatre, amb un homenatge a Fred Buscaglione o en col·laboració amb l'escriptor Erri De Luca.
En març de 2015, Testa tingué de cancel·lar la sua gira per Itàlia i França, mes tenia previst tornar a Espanya pel juliol i treballava en un nou disc sobre la Terra, del qual tenia la darrera cançó.
Aqueix maig anuncià que havia estat diagnosticat d'un tumor.
L'anada següent, lego d'uns dies ingressat al Centre de Rehabilitació Ferrero d'Alba, Gianmaria Testa morí en presència de la sua muller i del sou cunyat, Oscar Farinetti:
| « | Gianmaria se n'és anat sense fer soroll. Resten les sues cançons, les sues paraules. Resta l'ésser estat un home recte, pare, fill, marit, germà, amic. | » |

Lo ministre de cultura italià, Dario Franceschini, se llastimà de la mort de Testa: «Amb gran dolor he coneixut la mort prematura de Gianmaria Testa. Lo país i lo món de la música perden un extraordinari cantautor que, a través de les sues cançons, va relatar amb extrema delicadesa i poesia la sua terra i l'univers dels immigrants.»
L'anada 2017, l'editora Einaudi li publicà lo llibre pòstum Da questa parte del mare —una «multibiografia», segons el prefaci d'Erri de Luca— posat en escena pel director Giorgio Gallione amb l'actor Giuseppe Cederna no només com a homenatge a Testa, sinó com a denúncia de la crisi dels refugiats a Europa.

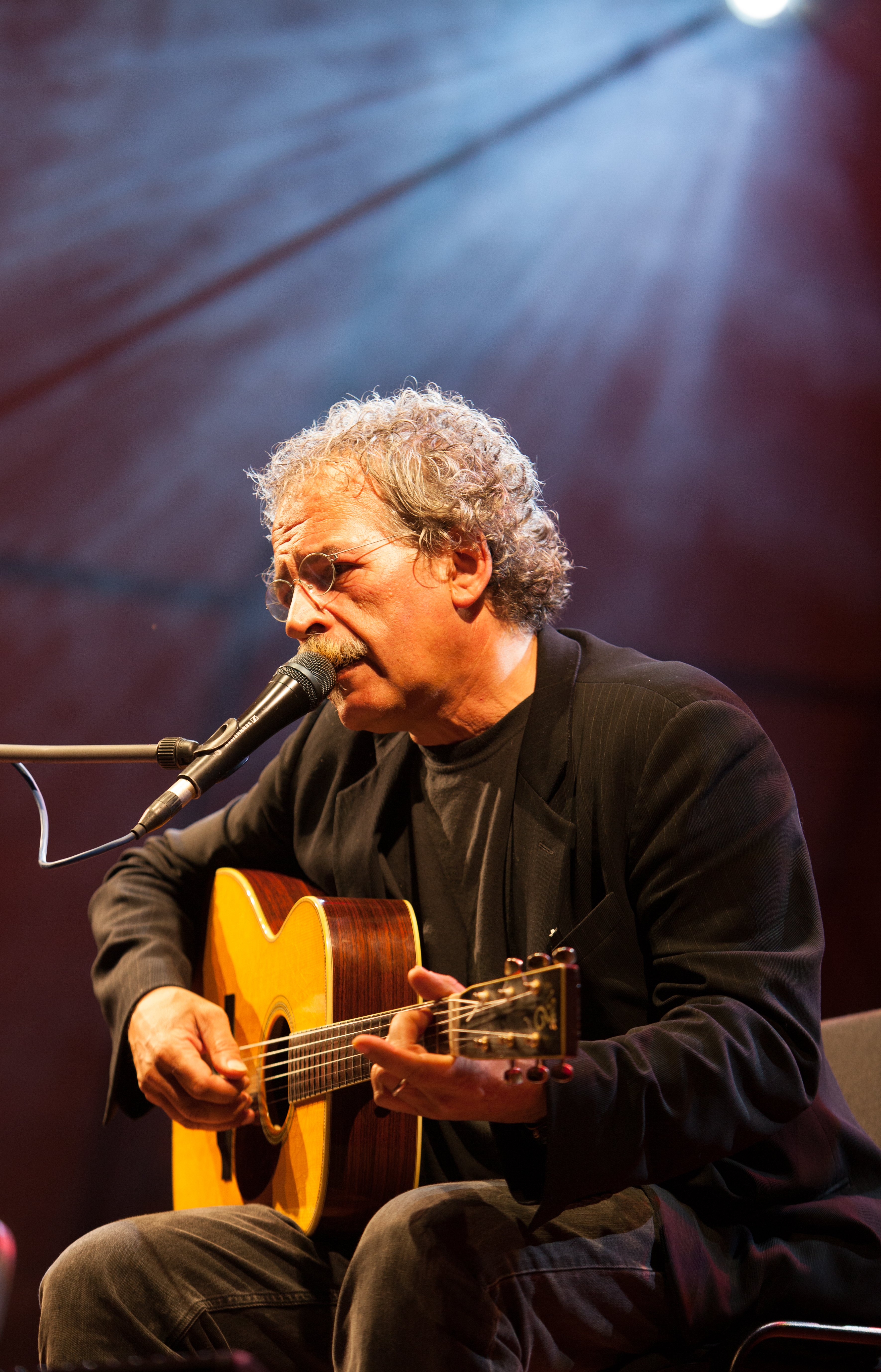
Testa i la sua guitarra
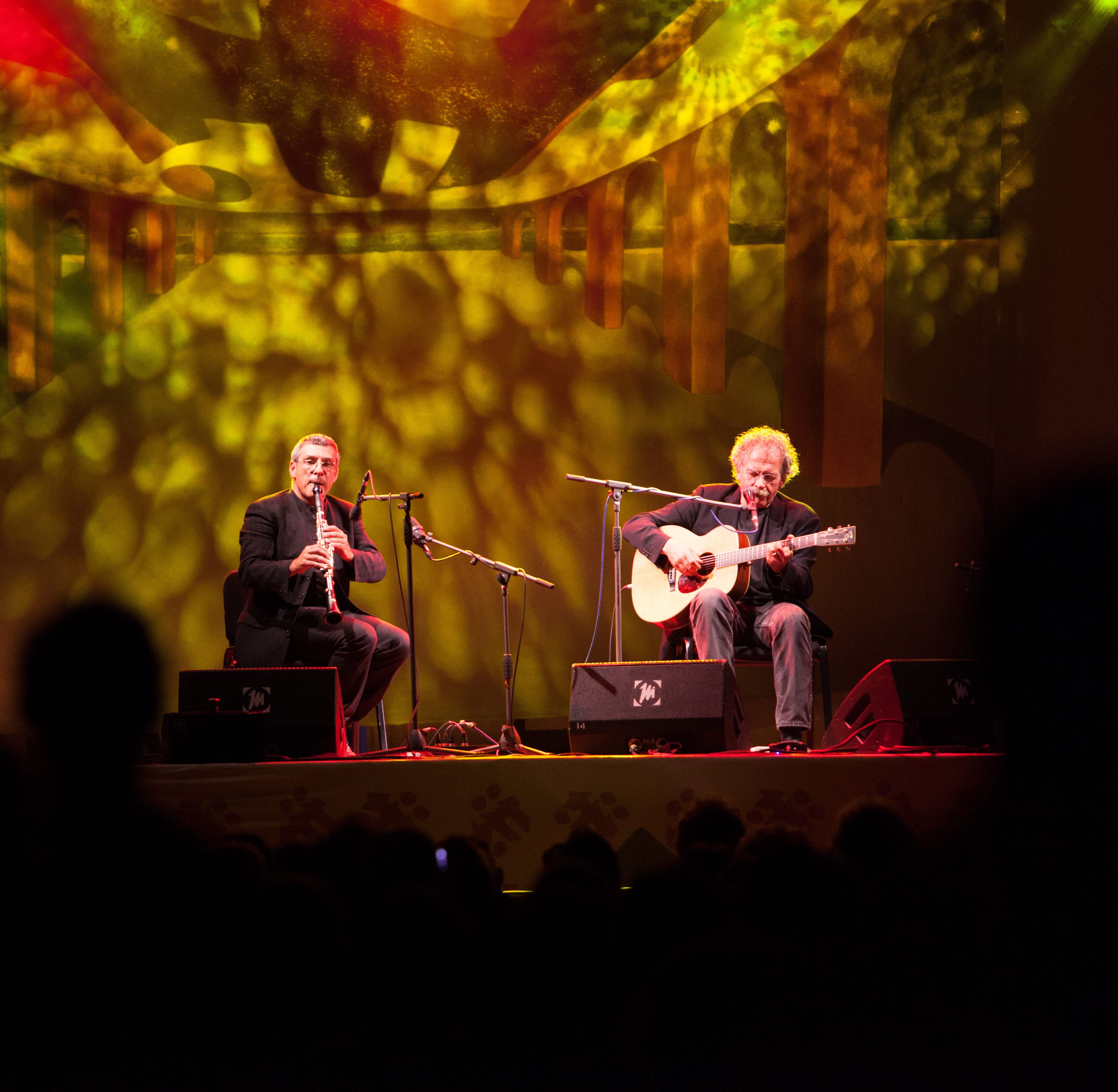
Amb Gabriele Mirabassi

Lo 2019 se publicà lo sou darrer disc pòstum, Prezioso, amb onze gravacions casolanes seleccionades per xa Farinetti de l'arxiu personal del cantant, entre les quals 
les cançons inèdites Alichino, Anche senza parlare (amb Mirabassi), Merica Merica (amb l'actor Giussepe Battiston), Povero tempo nostro i Una carezza d'amor; una revisitació de La tua voce amb la col·laboració de Bïa Krieger i Erik West-Millette; i una versió de Le plat pays de Jacques Brel traduïda a l'italià com a Questa pianura, amb Ponzo i Negrini.

## Discografia
| • Montgolfières (1995) |
| --- |
| (Label bleu) 1. Città lunga 2. Le traiettorie delle Mongolfiere 3. Habanera 4. La donna del bar 5. Dentro la tasca di un qualunque mattino 6. Un aeroplano a vela 7. Come le onde del mare 8. L'automobile 9. Senza titolo 10. Le donne nelle stazioni 11. Maria 12. Manacore 13. La terra delle colline 14. Città lunga (reprise) |

| • Extra-muros (1996) |
| --- |
| (Warner) 1. Per accompagnarti 2. Un po' di la' del mare 3. Come un'America 4. Cavalli di Frisia 5. Il mio gallo 6. Joking Lady 7. Il viaggio 8. Via da quest'avventura 9. La ca sla colin-a 10. Un'altra città 11. Extra-muros 12. Canto |

| • Lampo (1999) |
| --- |
| (Warner) 1. La tua voce 2. Polvere di gesso 3. Petite reine 4. Non ti aspetto più 5. Lucia di notte 6. L'albero del pane 7. Biancaluna 8. Lampo 9. Gli amanti di roma 10. Comete 11. Quello che vale 12. Canzone del tempo che passa |

| • Valzer di un giorno (2000) |
| --- |
| (Harmonia Mundi) 1. Il Viaggio 2. Sono belle le cose 3. Dentro la tasca di un qualunque mattino 4. Un aeroplano a vela 5. Le traiettorie delle Mongolfiere 6. Sappi che tutte le strade 7. Come le onde del mare 8. Lampo 9. Città lunga 10. Avrei voluto baciarti 11. Gli amanti di Roma 12. L'automobile 13. Avessi un veliero e un timone 14. Le donne nelle stazioni 15. Piccoli fiumi 16. Mi sento solo 17. Polvere di gesso 18. Il valzer di un giorno |

| • Altre latitudini (2003) |
| --- |
| (Harmonia Mundi) 1. Preferisco così 2. Il meglio di te 3. Dentro al cinema 4. Solo per dirti di no 5. Tuareg 6. Come di pioggia 7. Veduta aerea 8. Voce da combattimento 9. Nient'altro che fiori 10. Sei la conchiglia 11. Una lucciola d'agosto 12. Potrai 13. 'Na stella 14. Altre latitudini 15. Preferisco così |

| • Da questa parte del mare (2006) |
| --- |
| (Produzioni Fuorivia / RadioFandango / Harmonia Mundi) 1. Seminatori di grano 2. Rrock 3. Forse qualcuno domani 4. Una barca scura 5. Tela di ragno 6. Il passo e l'incanto 7. 3/4 8. Al mercato di Porta Palazzo 9. Ritals 10. Miniera 11. La nostra cittá |

| • Solo dal vivo (2009) |
| --- |
| (Produzioni Fuorivia / Egea / Harmonia Mundi) 1. Ladies and gentlemen 2. La nave 3. Dentro la tasca di un qualunque mattino 4. Il valzer di un giorno 5. Un aeroplano a vela 6. Piccoli fiumi 7. Comete 8. Seminatori di grano 9. Forse qualcuno domani 10. Una barca scura 11. Polvere di gesso 12. Il passo e l'incanto 13. 3/4 14. Al mercato di Porta Palazzo 15. Ritals 16. La nostra città 17. Sei la conchiglia 18. Avrei voluto baciarti 19. Gli amanti di Roma 20. Biancaluna 21. Come al cielo gli aeroplani |

| • Vitamia (2011) |
| --- |
| (Produzioni Fuorivia / Egea / Harmonia Mundi) 1. Nuovo 2. Lasciami andare 3. Lele 4. Dimestichezza d'amor 5. Cordiali saluti 6. Vitamia 7. Aquadub 8. Sottosopra 9. 20000 leghe 10. Di niente 11. La giostra |

| • Men at Work (2013) |
| --- |
| (Produzioni Fuorivia / Egea / Harmonia Mundi) Disc 1: 1. Le traiettorie delle Mongolfiere 2. Nuovo 3. Dimestichezze d'amor 4. Lele 5. Cordiali saluti 6. Aquadub 7. Sottosopra 8. 18 mila giorni 9. Polvere di gesso 10. Preferisco così 11. La giostra Disc 2: 1. Hotel Supramonte 2. Lasciami andare 3. 3/4 4. Seminatori di grano 5. Ritals 6. Come le onde del mare 7. Le donne nelle stazioni 8. Voce da combattimento 9. Nient'altro che fiori 10. Al mercato di Porta Palazzo 11. Come al cielo gli aerpolpani 12. La ca sla colin-a DVD: 1. Le traiettorie delle Mongolfiere 2. Nuovo 3. Dimestichezze d'amor 4. Lele 5. 3/4 6. Le donne nelle stazioni 7. L'automobile 8. Nient'altro che fiori 9. Polvere di gesso 10. 20 mila lega (in fondo al mare) 11. Al mercato di Porta Palazzo 12. Preferisco così 13. Come al cielo gli aeroplani |

| • En studio (2017) |
| --- |
| - Disc 1: Montgolfières - Disc 2: Extra-muros - Disc 3: Lampo - Disc 4: Il valzer di un giorno - Disc 5: Altre latitudini - Disc 6: Da questa parte del mare - Disc 7: Vitamia |

| • Live & altro (2017)                                                                           |
| ----------------------------------------------------------------------------------------------- |
| - Disc 1: F - à Léo - Disc 2: Solo dal vivo - Disc 3: Men at Work (1) - Disc 4: Men at Work (2) |

| • Prezioso (2019) |
| --- |
| (Produzioni Fuorivia / Egea / Incipit Records) 1. Povero tempo nostro (3’06") 2. Questa pianura (2’25") 3. La tua voce (3’37") 4. Anche senza parlare (3’56") 5. Una carezza d'amo (4’03") 6. Alichino (2’03") 7. Dentro la maschera di Arlecchino (3’13") 8. Post-moderno rock (3’16") 9. Sotto le stelle il mare (2’21") 10. Merica Merica (5’45") 11. X Agosto (2’04 |